# Момчило Павловић
Момчило Павловић (1959) српски је историчар и некадашњи директор Института за савремену историју.
Студије историје је завршио на Филозофском факултету Универзитета у Београду 1981. године. Ту је стекао титулу магистра историјских наука 1986. године, одбраном магистарског рада "Избори за Уставотворну скупштину 11. новембра 1945", као и титулу доктора историјских наука 1995. године, када је одбранио дисертацију "Откуп и откупна политика у Србији 1945−1953".
Радио је као наставник историје у Сомбору (1982/1983), а потом је постао асистент у Институту за савремену историју 1983. године. Када је докторирао, изабран је за научног сарадника, потом за вишег научног сарадника 1999. године и научног саветника 2003. године.
На Филозофском факултету Универзитета у Приштини је радио као асистент (1993−1995) и потом као доцент (1995). Као редовни професор је био запослен на Факултету безбедности Универзитета у Београду од 2009. године, а професор је по позиву на Учитељском факултету Универзитета у Београду.
Од 2004. до 2019. године је био директор Института за савремену историју.

## Дела

### Монографије
- Савезничко бомбардовање Лесковца 6. септембра 1944, Народни музеј Лесковац и Институт за савремену историју Београд 1995;.
- Изборне борбе у лесковачком крају 1919–1929, књ. 1, Лесковац,  1995. (коаутори В. Трајковић и М. Ниношевић);
- Српско село 1945–1952. Откуп , Београд, 1997;
- Изборне борбе у лесковачком крају 1919–1939, књ. 2, 1998. (коаутори М. Ниношевић и В. Трајковић);.
- Запошљавање у Србији 1945-2000. Београд, 2002;
- Чувар народног здравља од Хигијенског завода до Завода за заштиту здравља Сомбор 1925-2005, Београд, 2005;.
- Коста Миловановић Пећанац 1877-1944. (коаутор Божица Младеновић), Београд 2006;
- Косово и Метохија, прошлост, памћење, стварност, Београд- Нови Сад, 2006;
- Белоемигранти у Југославији 1918-1941, том,1-2. Београд, 2006;
- Поменик жртвама бугарског терора 1915-1917. године, Београд, 2007;
- За Тита или за краља. Избори за Уставотворну скупштину 11. септембра 1945. Београд, 2007;
- Историја грађанских странака у Југославији, том 1–2. Београд 2008;
- Ротари клуб Суботица 1929-2008. Суботица-Београд 2008;
- Косово и Метохија, прошлост, памћење, стварност, Српско Сарајево, 2008;
- Документа ЦИА о Југославији 1948-1983. година, Београд, 2009;
- Косово и Метохија- век важнијих догађаја 1912-2012, Београд, 2012;
- Синдикати у Србији 1903-2013, Београд, 2013, (коаутор П. Марковић);
- Видовдански атентат у Сарајеву 1914, године, Београд, 2014;
- Политичке странке у Србији 1944-1945, Београд, 2014.